# Hemerophis socotrae
Hemerophis socotrae is een slang uit de familie toornslangachtigen (Colubridae) en de onderfamilie Colubrinae.

## Naam en indeling
De wetenschappelijke naam van de soort werd voor het eerst voorgesteld door Albert Günther in 1881. Oorspronkelijk werd de wetenschappelijke naam Zamenis socotrae gebruikt en later werd de slang aan het geslacht Coluber toegekend. Het is de enige soort uit het monotypische geslacht Hemerophis.

## Verspreiding en habitat
Hemerophis socotrae komt voor in het Midden-Oosten en is endemisch in Jemen. De habitat bestaat uit droge tropische en subtropische scrublands. De soort is aangetroffen van zeeniveau tot op een hoogte van ongeveer 900 meter boven zeeniveau.

## Beschermingsstatus
Door de internationale natuurbeschermingsorganisatie IUCN is de beschermingsstatus 'gevoelig' toegewezen (Near Threatened of NT).